# Rubén Rada y sus canciones
Rubén Rada y sus canciones es un disco recopilatorio de Rubén Rada editado en 2001 por el diario La República, como el primer volumen de su colección "Grandes del canto popular".

## Contenido
El disco incluye seis canciones de Rada, cinco pertenecientes al álbum La yapla mata (1985) y "Tengo un candombe para Gardel" de Adar Nebur (1985). También trae "Mamita" del álbum Montevideo (1996) interpretada por la murga Saltimbanquis (la misma versión es incluida en el compilado de Rada 15 canciones en el tiempo de 2003), y "Enganchados de Rada" por la comparsa Senegal. El CD se completa con una cuerda de tambores por la comparsa Yambo Kenia, la canción "Amor profundo" de Alberto Wolf interpretada por la murga La Gran Siete y el tango "Por una cabeza" interpretado por la agrupación murguera Los Mareados.

## Lista de canciones
01- Tengo un candombe para Gardel (Rada)
- Rubén Rada

02- La mandanga (Rada)
- Rubén Rada

03- Flecha verde (Nolé - Rada)
- Rubén Rada

04- Madre salsa (Rada)
- Rubén Rada

05- Te parece (Rada)
- Rubén Rada

06- El levante (Rada)
- Rubén Rada

07- Mamita (Rada)
- Saltimbanquis

08- Amor profundo (Wolf)
- La Gran Siete

09- Cuerda de tambores
- Yambo Kenia

10- Por una cabeza (Gardel . Le Pera)
- Los Mareados

11- Enganchados de Rada - Tengo un candombe para Gardel (Rada)
- Senegal

12- Enganchados de Rada - Ayer te vi (Rada)
- Senegal

13- Enganchados de Rada - Las manzanas (Rada)
- Senegal

## Ficha técnica
Selección musical: Federico Marinari / Diego Martínez